# Купин, Иван Владимирович
Иван Владимирович Купин (28 марта 1914, с. Тимоново, ныне Троицкий район, Луганская область — 16 сентября 1998, Москва) — генерал-майор артиллерии, Герой Советского Союза (1944).

## Биография
Родился 28 марта 1914 года в селе Тимоново Российской империи (ныне Троицкого района Луганской области) в семье крестьянина.
Окончил 9 классов школы № 2 города Таганрога. После окончания школы работал нарезчиком труб на Таганрогском металлургическом заводе. Работал заведующим орготдела Таганрогского горкома комсомола.
В Красной Армии с 1933 года. В 1937 году окончил Тбилисское артиллерийское училище, в 1941 — 2 курса Военной артиллерийской академии.
Участник Великой Отечественной войны с июня 1941 года. Командовал 32-й истребительно-противотанковой артиллерийской бригадой (40-я армия, 1-й Украинский фронт) при форсировании Днепра в ходе боёв на Букринском плацдарме в октябре-ноябре 1943 года. В районе юго-западнее города Фастов Киевской области, отразив многочисленные контратаки противника, бригада под его командованием предотвратила попытки окружить части и соединения 17-го стрелкового корпуса. Врагу был нанесён значительный урон в живой силе и боевой технике.
После войны продолжил службу в армии. В 1964 году окончил Высшие академические курсы при Военной артиллерийской академии. С 1967 года генерал-майор И. В. Купин — в отставке.
С 1977 года жил в Москве. Умер 16 сентября 1998 года. Похоронен на кладбище «Ракитки» (Московская область).

## Награды
- За мужество и героизм, проявленные в боях, полковнику Купину Ивану Владимировичу 1 июля 1944 года присвоено звание Героя Советского Союза с вручением ордена Ленина и медали «Золотая Звезда».
- Орден Жукова (19 февраля 1996) — за мужество и героизм, проявленные в борьбе с немецко-фашистскими захватчиками в Великой Отечественной войне 1941—1945 годов.
- Два ордена Ленина.
- Три ордена Красного Знамени.
- Орден Суворова 2 степени.
- Орден Кутузова 2 степени.
- Орден Александра Невского.
- Орден Отечественной войны 1 степени.
- Орден Красной Звезды.
- Медали.
- Иностранные награды.